# Rheumaptera flavipes
Rheumaptera flavipes är en fjärilsart som beskrevs av Ménétriés 1858. Rheumaptera flavipes ingår i släktet Rheumaptera och familjen mätare. Inga underarter finns listade.